# Puysegeria chapmani
Puysegeria chapmani is een tweekleppigensoort uit de familie van de Neoleptonidae. De wetenschappelijke naam van de soort is voor het eerst geldig gepubliceerd in 1912 door Gatliff & Gabriel.